# Russell Sage

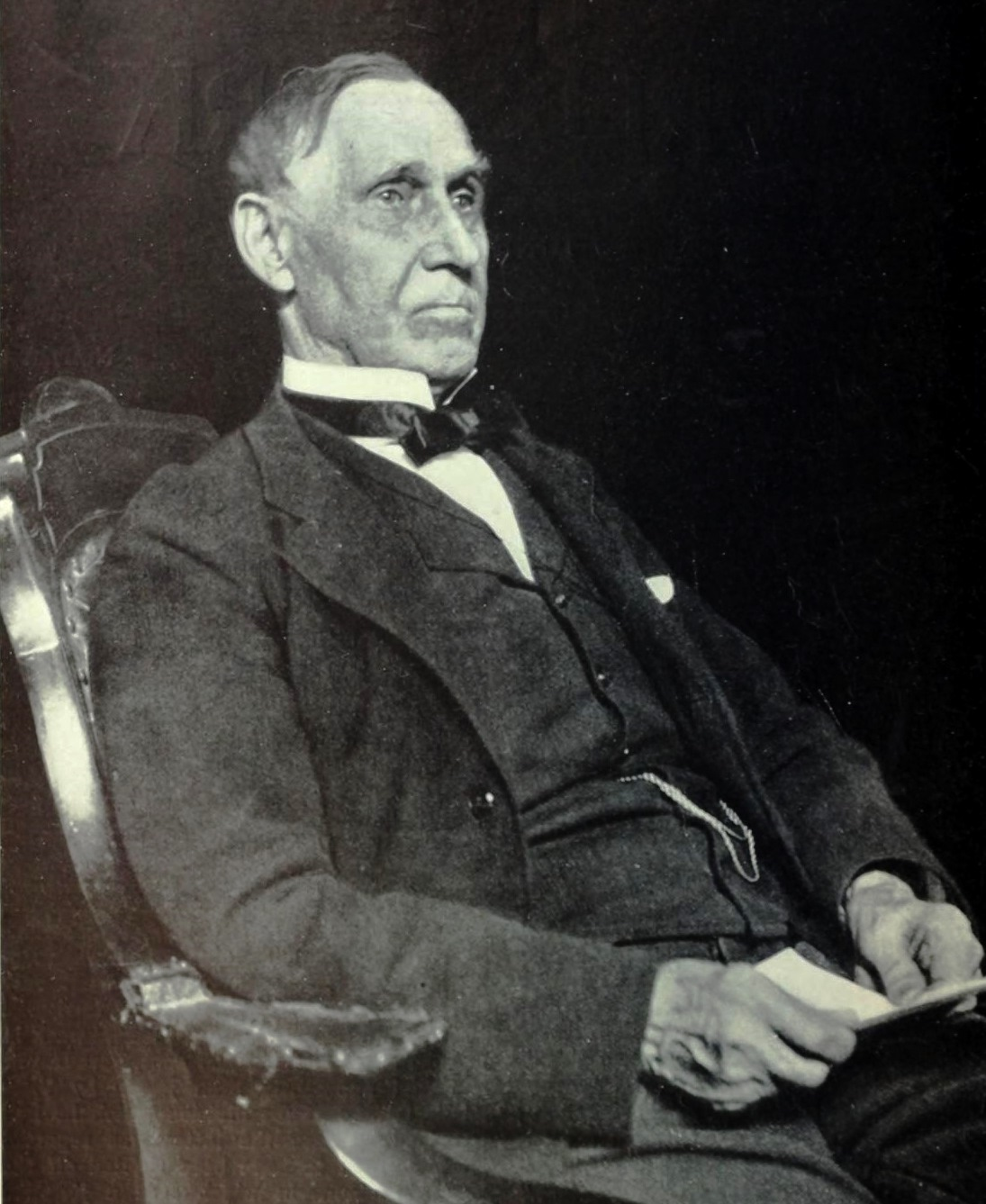
Russell Sage.

Russell Sage, född 4 augusti 1816 i Verona, New York, död 22 juli 1906 i New York, var en amerikansk finansman. Han var gift med Olivia Sage. 
Sage var först lantarbetare, därefter butiksbiträde, förvärvade som handlande i Troy betydande förmögenhet, var 1853–1857 ledamot av kongressens representanthus och flyttade 1863 till New York. Inte minst genom spekulationer i järnvägsaktier mångdubblade han där sin förmögenhet, vilken vid hans död beräknades uppgå till inemot 65 miljoner dollar. Han utsattes 1891 för ett dynamitattentat, vid vilket attentatsmannen omkom.